# Gan (Gaafu Dhaalu)
Gan är en tidigare bebodd ö i Huvadhuatollen i Maldiverna.  Den ligger i administrativa atollen Gaafu Dhaalu atoll, i den södra delen av landet, 400 km söder om huvudstaden Malé. 